# Kontraktova plošča (stanice metra v Kyjevě)
Kontraktova plošča (ukrajinsky Контрактова площа) v doslovném překladu Kontraktovo náměstí je stanice kyjevského metra na Obolonsko-Teremkivské lince, která se nachází poblíž náměstí (ploščy) Kontrakova.
Nedaleko stanice se nachází autobusové nádraží Podil.

## Charakteristika
Stanice je trojlodní, úzké pilíře jsou obloženy mramorem. Na konci nástupiště se nachází schody vedoucí do vestibulu s pokladnou a následně další východy do ulic Nyžnij Val a Verchij Val. Na druhém konci se nachází další schody, které vedou na Kontraktovo náměstí.